# 아폴로 글로벌 매니지먼트
아폴로 글로벌 매니지먼트(Apollo Global Management)는 미국의 글로벌 비공개 지분회사이다. 1990년에 레온 블랙, 조시 해리스, 마크 로원에 의해 설립되었으며 투자 관리를 제공하고 신용, 비공개 지분, 부동산에 투자한다.
아폴로의 본사는 뉴욕시 75번가 9 웨스트의 솔로 빌딩에 있다. 사무소는 북아메리카, 유럽, 아시아에 위치한다.
이 기업의 관리를 받는 펀드 투자 대상 기업들 중에는 ADT (기업), 반스 & 노블, 캐리어빌더, 콕스 미디어 그룹, 인트라도, 레전더리 엔터테인먼트, 랙스페이스 테크놀로지, 레드박스, 셔터플라이, 시리우스 새틀라이트 라디오, 큐도바, 스마트 앤드 파이널, 피닉스 대학교, 야후 (기업) 등이 있다.

## 한국
2024년 서울지점을 개설하고 이재현 전 삼성증권 부사장을 한국총괄 대표에 선임했다.